# 斑紋錐齒潛魚
斑紋錐齒潛魚為輻鰭魚綱鼬魚目鼬魚亞目隱魚科的其中一種，發現於南非東倫敦、澳洲、紐西蘭海域，棲息深度120-731公尺，體長可達29公分，為底棲性魚類，屬肉食性，罕見。

## 擴展閱讀
維基物種上的相關：斑紋錐齒潛魚